# Беррино, Марио
Марио Беррино (итал. Mario Berrino; 22 сентября 1920, Алассио — 3 августа 2011 Алассио) — итальянский художник-пейзажист.

## Биография
Отец -  Анджело, ветеран Первой мировой войны. Братья: Элио, Джорджио и Адриано.
Вместе с братьями и отцом Марио управлял рестораном Caffè Roma в Алассио. Ресторан «Caffè Roma» стал излюбленным местом встречи художников национальной и международной славы. В их числе и Эрнст Хемингуэй, со временем ставшим с Марио Беррино близкими друзьями.
Беррино умер 3 августа 2011 года в возрасте 90 лет.

## Выставки
Принимал участие в выставках в нескольких европейских странах в течение более полувека. Проводил выставки в нескольких странах и получил несколько наград. Почетный член нескольких академий, его работы представлены в многочисленных общественных и частных коллекциях, постоянно экспонируемых в галерее искусств Монте-Карло Княжества Монако (19, rue Basse, Principautè de Monaco).
- 2011 Турин, Palazzo Cisterna — «Mario Berrino, Un mare di colori»[4]
- 2013 Монте-Карло, Principautè de Monaco — «Mario Berrino»
- 2013 Алассио — «Mario Berrino»
- 2012 Турин — Монте-Карло, Principautè de Monaco, «Le Tavolozze par Mario Berrino»
- 2013 Турин — Алассио, «Le Tavolozze par Mario Berrino»
- 2000 Париж — Большая арка Дефанс, «Mario Berrino»
- 1972 Busto Arsizio — «Mario Berrino», RAI[5]